# Solidarités nouvelles face au chômage
 (février 2021).
Solidarités nouvelles face au chômage (SNC) est une association française d'aide à la recherche d'emploi. Créée en 1985, Solidarités nouvelles face au chômage a pour mission d'accompagner des personnes sans emploi. Sa méthode d'accompagnement est basée sur la reconstruction du lien social et la revalorisation des personnes au chômage.
En mars 2015, SNC est lauréat de « la France s’engage » et fait partie des trois associations ayant remporté le plus de votes sur internet. Elle est également lauréate des  6es Grands Prix de la finance solidaire, organisés par le Monde et Finansol.

## Activités
Solidarités nouvelles face au chômage (SNC) a été créée pour combattre l'exclusion et le chômage, à l'initiative d'un groupe d'amis autour de Jean-Baptiste de Foucauld. Depuis 2009, Gilles de Labarre est le président de l'association. SNC cherche à développer ses actions autour de trois principaux axes : l'accompagnement des chercheurs d'emploi, la création d'emplois solidaires et l'expression des chercheurs d'emploi[source insuffisante].
Solidarités nouvelles face au chômage fait appel à des bénévoles et des donateurs. Les bénévoles sont rattachés à des groupes de solidarité qui constituent le maillon de base de l’association. Des groupes sont aussi créés dans les entreprises à l’initiative de salariés.

## Publications
- Solidarités nouvelles face au chômage, par Sophie Pillods. Éditions : Charles Léopold Mayer - 1999[5]
- Le chômage, à qui la faute ? en collab., Éditions de l'Atelier, Paris, 2005
- Objets-chômage, dirigé par Arnaud Catherine, avec des photographies de Karine Lhémon - Le bec en l'air éditions - septembre 2005
- Le dit de la cymbalaire,  par Charles Mérigot - Éditions La Ramonda, 2006
- Rapport La santé des chercheurs d’emploi, enjeu de santé publique (septembre 2018)[6]